# 伝授
| ウィキペディアには「伝授」という見出しの百科事典記事はありません（タイトルに「伝授」を含むページの一覧/「伝授」で始まるページの一覧）。 代わりにウィクショナリーのページ「伝授」が役に立つかもしれません。 |